# Política do Piauí
A política do Piauí é a direção do território piauiense e a determinação dos poderes que compõem sua estrutura de governo. É governado por três poderes, o executivo, o legislativo e o judiciário, com a atual Constituição Estadual sendo promulgada em 5 de outubro de 1989 e atualizado até a Emenda Constitucional nº 54, de 18 de dezembro de 2019.

## Estrutura governamental

### Executivo
O chefe de executivo do Estado do Piauí é o governador do Piauí, eleito diretamente por meio de sufrágio universal e pelo sistema eleitoral no 1º turno. O governador nomeia os secretários que se encarregam de áreas da administração pública estadual, faz parte do processo legislativo ao apresentar o Orçamento Estadual e vetar leis aprovadas pelo Legislativo, ele também é o comandante máximo da Polícia Militar do Estado do Piauí, Polícia Civil do Estado do Piauí e Corpo de Bombeiros Militar do Estado do Piauí.

### Legislativo
O poder legislativo do Piauí é composto pela Assembleia Legislativa do Piauí, orgão deliberativo unicameral composto por 30 deputados eleitos pelo voto proporcional, em sua 19º legislatura, a ALEPI cria legislações estaduais e fiscaliza os demais poderes. Ela é direcionada por uma mesa diretora bienal responsável por funções administrativas e pelas votações no plenário, composta de um presidente, dois vices e quatro secretários.

### Tribunal de Contas
O Tribunal de Contas do Estado do Piauí (TCE-PI) têm como função principal auxiliar a Assembleia Legislativa no controle externo de toda a administração pública e de fiscalizar a aplicação de todo o dinheiro público pertencente a, respectivamente, estado e municípios.